# Концерт для фортепиано с оркестром (Аттерберг)
Концерт для фортепиано с оркестром си-бемоль минор, опус 37 ― произведение Курта Аттерберга, завершённое им в 1935 году. Примерная продолжительность композиции составляет 35 минут.

## История
Сочинение концерта длилось довольно долго. В 1927 году Аттерберг начал работу над ним, но, по-видимому, счёл более важным завершение своей Шестой симфонии и оперы «Фаналь». Однако в 1933 году он снова взялся за концерт и вскоре закончил написание фортепианной партитуры для первой части.
В 1934 году первая часть произведения была полностью оркестрована, и почти сразу же последовала её премьера (солистом был Олоф Виберг). Далее Аттерберг продолжил работу над концертом и закончил все три части в конце 1935 года. Произведение было впервые исполнено полностью 12 января 1936 года ― солистом снова стал Виберг, а композитор дирижировал Стокгольмским филармоническим оркестром.

## Музыка
Концерт имеет классическую трёхчастную структуру:
1. Pesante allegro ― в этой части происходит развитие главных тем произведения. Примерно в середине части наступает кульминация, после которой следует каденция в исполнении фортепиано.
2. Andante attaca ― имеет лирическое настроение.
3. Furioso ― главная тема имеет торжественный, маршевый характер. В средней части присутствует «лирическое отступление». Произведение завершается мажорным аккордом в исполнении всего оркестра.

Между второй и третьей частью звучит каденция, основанная на теме вступления.
Аттерберг выбрал стиль Иоганнеса Брамса, проявляющийся в том, что главные темы концерта в основном исполняет оркестр. Однако фортепиано также можно услышать в роли солирующего инструмента, особенно во второй части.

## Исполнительский состав
- фортепиано
- 2 флейты, 2 гобоя, 2 кларнета, 2 фагота
- 4 валторны, 3 трубы, 3 тромбона, 1 туба
- ударные
- скрипки, альты, виолончели, контрабасы

## Записи
- Издание CPO: Лав Дервингер (фортепиано), Ари Расилайнен и симфонический оркестр Северогерманского радио
- Sterling Edition: Дэн Франклин Смит (фортепиано), Б. Томми Андерссон и симфонический оркестр Евле